# Gölstugegölen (Horns socken, Östergötland)
Gölstugegölen är en sjö i Kinda kommun i Östergötland och ingår i Motala ströms huvudavrinningsområde.